# Stroudia marcelli
Stroudia marcelli är en stekelart som beskrevs av Giordani Soika 1987. Stroudia marcelli ingår i släktet Stroudia och familjen Eumenidae. Inga underarter finns listade i Catalogue of Life.